# ATP Båstad

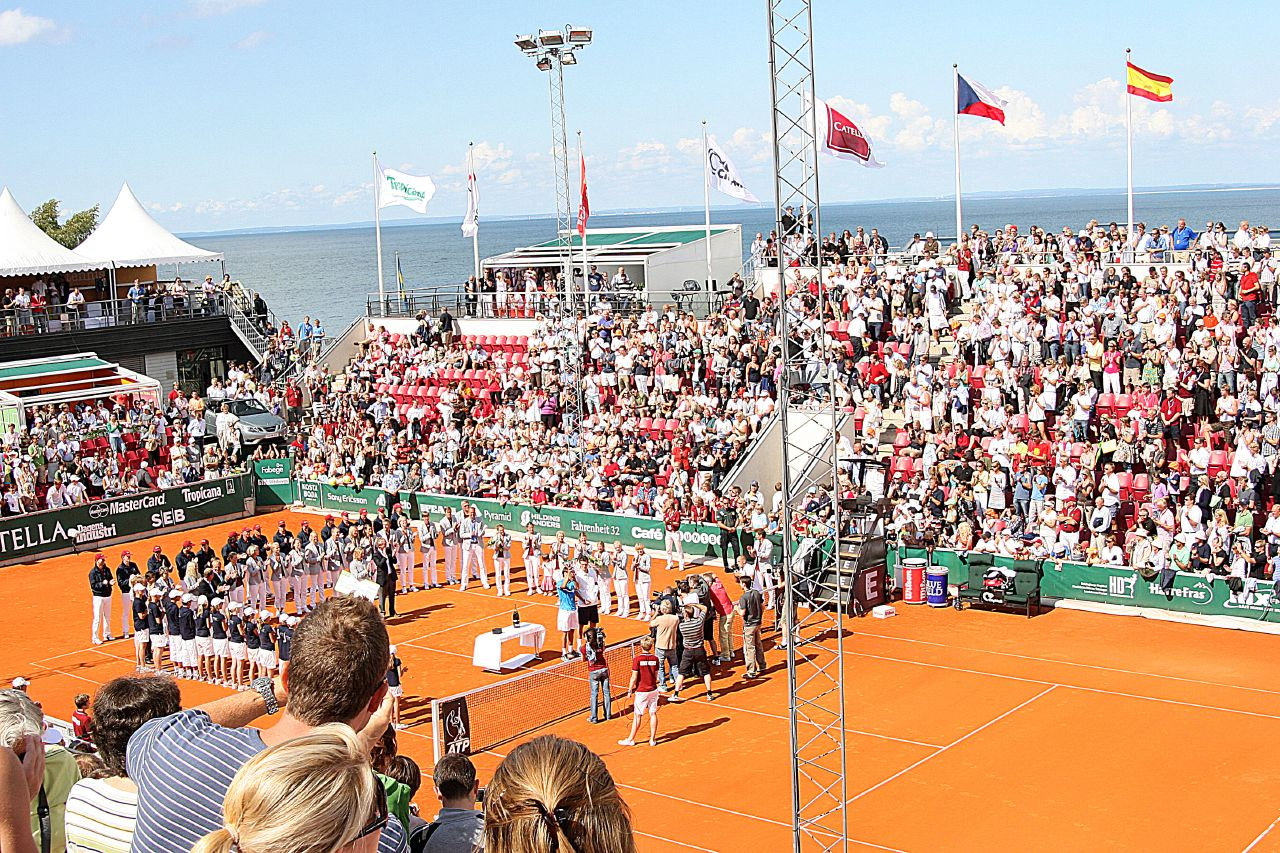
Center Court der Swedish Open

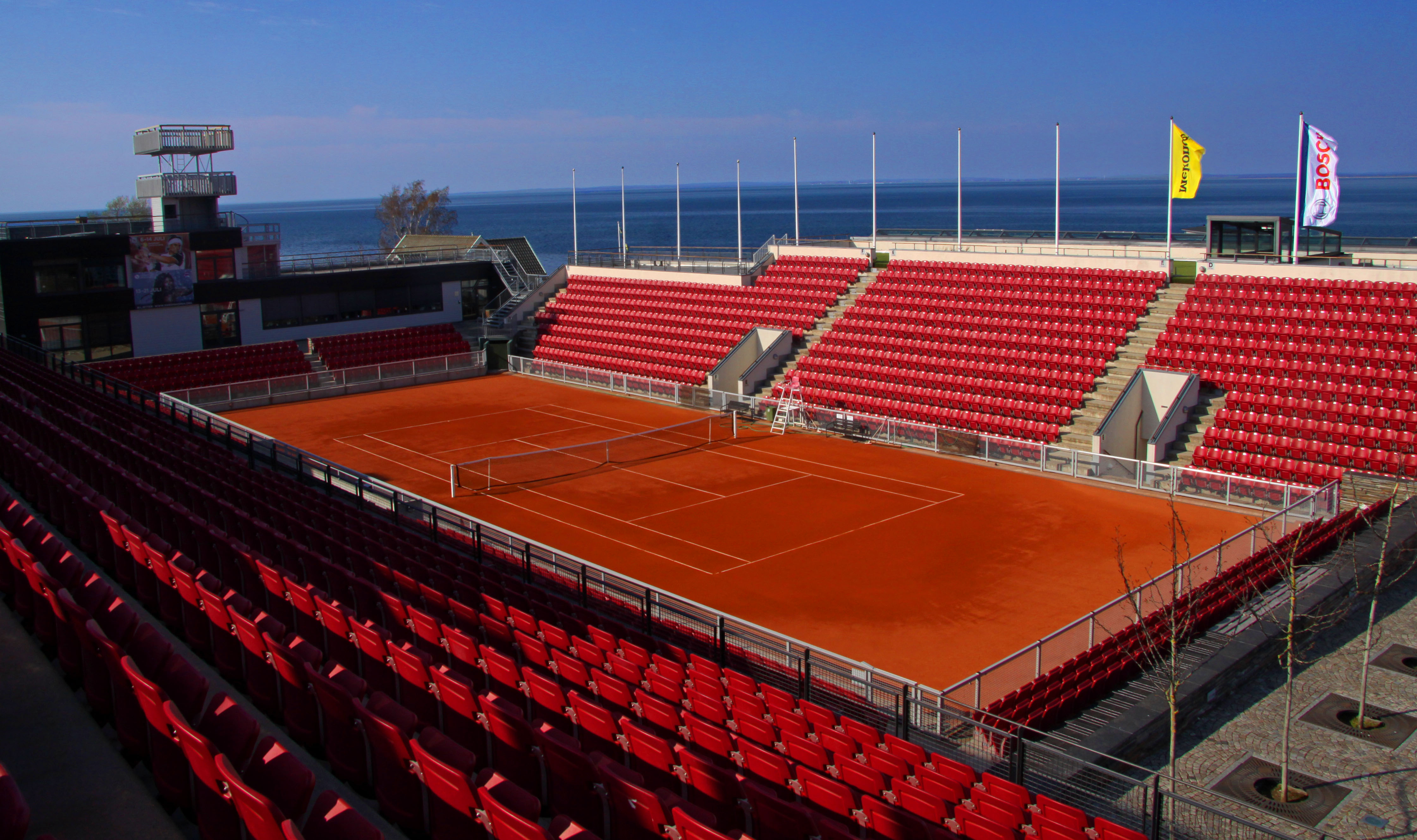
Center Court ohne Zuschauer

Das ATP-Turnier von Båstad (offiziell Nordea Open) ist ein Herren-Tennisturnier, das im schwedischen Båstad im Freien auf Sandplatz ausgetragen wird.

## Geschichte
Die erste Ausgabe wurde 1948 als International Swedish Hard Court Championships ausgetragen. Seitdem wurde der Name wegen verschiedener Sponsoren immer wieder geändert; seit 2019 ist das Turnier nach dem skandinavischen Finanzkonzern Nordea benannt. Zwischen 1970 und 1989 war es Teil des Grand Prix Tennis Circuit. Von 1948 bis 1990 fand zeitgleich ein Damenturnier statt, das von 2009 bis 2017 zurückkehrte, ehe die Lizenz nach Moskau verkauft wurde. Seit Gründung der ATP Tour 1990  gehört die Veranstaltung zur ATP Tour 250. Von den Spielern wurde das Turnier elf Jahre in Folge als beliebtestes Turnier dieser Serie gewählt (2002–2012, 2003 und 2004 mit ATP Houston zusammen). Das Turnier findet in der Regel im Juli statt und hat ein Feld mit 28 Einzelspielern und 16 Doppelpaarungen.
Austragungsort ist das Båstad Tennis Stadium.

## Siegerliste
Rekordsieger im Einzel ist Magnus Gustafsson, der das Turnier viermal für sich entscheiden konnte; im Doppel gewann Jonas Björkman sogar siebenmal.

### Einzel
| Jahr                | Sieger                | Finalgegner           | Finalergebnis                  |
| ------------------- | --------------------- | --------------------- | ------------------------------ |
| 2025                | Luciano Darderi       | Jesper de Jong        | 6:4, 3:6, 6:3                  |
| 2024                | Nuno Borges           | Rafael Nadal          | 6:3, 6:2                       |
| 2023                | Andrei Rubljow        | Casper Ruud           | 7:63, 6:0                      |
| 2022                | Francisco Cerúndolo   | Sebastián Báez        | 7:64, 6:2                      |
| 2021                | Casper Ruud           | Federico Coria        | 6:3, 6:3                       |
| 2020                | abgesagt              | abgesagt              | abgesagt                       |
| 2019                | Nicolás Jarry         | Juan Ignacio Londero  | 7:67, 6:4                      |
| 2018                | Fabio Fognini         | Richard Gasquet       | 6:3, 3:6, 6:1                  |
| 2017                | David Ferrer (3)      | Oleksandr Dolhopolow  | 6:4, 6:4                       |
| 2016                | Albert Ramos Viñolas  | Fernando Verdasco     | 6:3, 6:4                       |
| 2015                | Benoît Paire          | Tommy Robredo         | 7:67, 6:3                      |
| 2014                | Pablo Cuevas          | João Sousa            | 6:2, 6:1                       |
| 2013                | Carlos Berlocq        | Fernando Verdasco     | 7:5, 6:1                       |
| 2012                | David Ferrer (2)      | Nicolás Almagro       | 6:2, 6:2                       |
| 2011                | Robin Söderling (2)   | David Ferrer          | 6:2, 6:2                       |
| 2010                | Nicolás Almagro       | Robin Söderling       | 7:5, 3:6, 6:2                  |
| 2009                | Robin Söderling (1)   | Juan Mónaco           | 6:3, 7:64                      |
| 2008                | Tommy Robredo (2)     | Tomáš Berdych         | 6:4, 6:1                       |
| 2007                | David Ferrer (1)      | Nicolás Almagro       | 6:1, 6:2                       |
| 2006                | Tommy Robredo (1)     | Nikolai Dawydenko     | 6:2, 6:1                       |
| 2005                | Rafael Nadal          | Tomáš Berdych         | 2:6, 6:2, 6:4                  |
| 2004                | Mariano Zabaleta (2)  | Gastón Gaudio         | 6:1, 4:6, 7:64                 |
| 2003                | Mariano Zabaleta (1)  | Nicolás Lapentti      | 6:3, 6:4                       |
| 2002                | Carlos Moyá           | Younes El Aynaoui     | 6:3, 2:6, 7:5                  |
| 2001                | Andrea Gaudenzi       | Bohdan Ulihrach       | 7:5, 6:3                       |
| 2000                | Magnus Norman (2)     | Andreas Vinciguerra   | 6:1, 7:66                      |
| 1999                | Juan Antonio Marín    | Andreas Vinciguerra   | 6:4, 7:64                      |
| 1998                | Magnus Gustafsson (4) | Andrij Medwedjew      | 6:2, 6:3                       |
| 1997                | Magnus Norman (1)     | Juan Antonio Marín    | 7:5, 6:2                       |
| 1996                | Magnus Gustafsson (3) | Andrij Medwedjew      | 6:1, 6:3                       |
| 1995                | Fernando Meligeni     | Christian Ruud        | 6:4, 6:4                       |
| 1994                | Bernd Karbacher       | Horst Skoff           | 6:4, 6:3                       |
| 1993                | Horst Skoff           | Ronald Agénor         | 7:5, 1:6, 6:0                  |
| 1992                | Magnus Gustafsson (2) | Tomás Carbonell       | 5:7, 7:5, 6:4                  |
| 1991                | Magnus Gustafsson (1) | Alberto Mancini       | 6:1, 6:2                       |
| 1990                | Richard Fromberg      | Magnus Larsson        | 6:2, 7:6                       |
| 1989                | Paolo Canè            | Bruno Orešar          | 7:6, 7:6                       |
| 1988                | Marcelo Filippini     | Francesco Cancellotti | 2:6, 6:4, 6:4                  |
| 1987                | Joakim Nyström        | Stefan Edberg         | 4:6, 6:0, 6:3                  |
| 1986                | Emilio Sánchez        | Mats Wilander         | 7:6, 4:6, 6:4                  |
| 1985                | Mats Wilander (3)     | Stefan Edberg         | 6:1, 6:0                       |
| 1984                | Henrik Sundström      | Anders Järryd         | 3:6, 7:5, 6:3                  |
| 1983                | Mats Wilander (2)     | Anders Järryd         | 6:1, 6:2                       |
| 1982                | Mats Wilander (1)     | Henrik Sundström      | 6:4, 6:4                       |
| 1981                | Thierry Tulasne       | Anders Järryd         | 6:2, 6:3                       |
| 1980                | Balázs Taróczy        | Tony Giammalva        | 6:3, 3:6, 7:6                  |
| 1979                | Björn Borg (3)        | Balázs Taróczy        | 6:1, 7:5                       |
| 1978                | Björn Borg (2)        | Corrado Barazzutti    | 6:1, 6:2                       |
| 1977                | Corrado Barazzutti    | Balázs Taróczy        | 7:6, 6:7, 6:2                  |
| 1976                | Antonio Zugarelli     | Corrado Barazzutti    | 4:6, 7:5, 6:2                  |
| 1975                | Manuel Orantes (2)    | José Higueras         | 6:0, 6:3                       |
| 1974                | Björn Borg (1)        | Adriano Panatta       | 6:3, 6:0, 6:7, 6:3             |
| 1973                | Stan Smith            | Manuel Orantes        | 6:4, 6:2, 7:6                  |
| 1972                | Manuel Orantes (1)    | Ilie Năstase          | 6:4, 6:3, 6:1                  |
| 1971                | Ilie Năstase          | Jan Leschly           | 7:5, 2:6, 5:7, 7:6, 5:4 aufgg. |
| 1970                | Dick Crealy           | Georges Goven         | 6:3, 6:1, 6:1                  |
| 1969                | Manuel Santana (3)    | Ion Țiriac            | 8:6, 6:4, 6:1                  |
| 1968                | Martin Mulligan (2)   | Ion Țiriac            | 8:6, 6:4, 6:4                  |
| Beginn der Open Era |                       |                       |                                |
| 1967                | Martin Mulligan (1)   | Round-Robin           | Round-Robin                    |
| 1966                | Alexander Metreweli   | Manuel Santana        | 3:6, 2:6, 6:1, 7:5, 6:4        |
| 1965                | Manuel Santana (2)    | Roy Emerson           | 6:1, 6:1, 6:4                  |
| 1964                | Roy Emerson           | Nikola Pilić          | 1:6, 7:5, 6:1, 6:2             |
| 1963                | Jan-Erik Lundqvist    | Boro Jovanović        | 6:4, 7:5, 6:4                  |
| 1962                | Manuel Santana (1)    | Jan-Erik Lundqvist    | 4:6, 5:7, 6:4, 7:5, 6:3        |
| 1961                | Ulf Schmidt (2)       | Neale Fraser          | 6:3, 6:4, 7:5                  |
| 1960                | Luis Ayala (2)        | Ramanathan Krishnan   | 6:1, 6:0, 6:4                  |
| 1959                | Luis Ayala (1)        | Ramanathan Krishnan   | 6:1, 6:1, 5:7, 6:1             |
| 1958                | Ashley Cooper         | Mervyn Rose           | 2:6, 2:6, 6:3, 6:4, 6:3        |
| 1957                | Ulf Schmidt (1)       | Sven Davidson         | 6:4, 7:5, 6:8, 6:4             |
| 1956                | Ken Rosewall          | Kurt Nielsen          | 7:5, 6:3, 6:1                  |
| 1955                | Ham Richardson        | Mervyn Rose           | 4:6, 6:2, 6:4, 6:2             |
| 1954                | Budge Patty (3)       | Rex Hartwig           | 7:5, 2:6, 3:6, 8:6, 6:4        |
| 1953                | Budge Patty (2)       | Sven Davidson         | 6:4, 7:5, 6:8, 6:4             |
| 1952                | Budge Patty (1)       | Mervyn Rose           | 6:4, 6:3, 4:6, 6:3             |
| 1951                | Felicisimo Ampon      | Raymundo Deyro        | 9:7, 6:0, 6:1                  |
| 1950                | Eric Sturgess (3)     | Torsten Johansson     | 5:7, 7:5, 6:3, 6:4             |
| 1949                | Eric Sturgess (2)     | Torsten Johansson     | 6:1, 6:0, 6:4                  |
| 1948                | Eric Sturgess (1)     | Enrique Morea         | 6:2, 7:5, 6:4                  |

### Doppel
| Jahr                      | Sieger                                 | Finalgegner                            | Finalergebnis           |
| ------------------------- | -------------------------------------- | -------------------------------------- | ----------------------- |
| 2025                      | Guido Andreozzi Sander Arends (2)      | Adam Pavlásek Jan Zieliński            | 6:74, 7:5, [10:6]       |
| 2024                      | Orlando Luz Rafael Matos (2)           | Manuel Guinard Grégoire Jacq           | 7:5, 6:4                |
| 2023                      | Gonzalo Escobar Alexander Nedowessow   | Francisco Cabral Rafael Matos          | 6:2, 6:2                |
| 2022                      | Rafael Matos (1) David Vega Hernández  | Simone Bolelli Fabio Fognini           | 6:4, 3:6, [13:11]       |
| 2021                      | Sander Arends (1) David Pel            | Andre Begemann Albano Olivetti         | 6:4, 6:2                |
| 2020                      | abgesagt                               | abgesagt                               | abgesagt                |
| 2019                      | Sander Gillé Joran Vliegen             | Federico Delbonis Horacio Zeballos     | 6:75, 7:5, [10:5]       |
| 2018                      | Julio Peralta Horacio Zeballos         | Simone Bolelli Fabio Fognini           | 6:3, 6:4                |
| 2017                      | Julian Knowle (2) Philipp Petzschner   | Sander Arends Matwé Middelkoop         | 6:2, 3:6, [10:7]        |
| 2016                      | Marcel Granollers David Marrero        | Marcus Daniell Marcelo Demoliner       | 6:2, 6:3                |
| 2015                      | Jérémy Chardy Łukasz Kubot             | Juan Sebastián Cabal Robert Farah      | 6:76, 6:3, [10:8]       |
| 2014                      | Johan Brunström Nicholas Monroe (2)    | Jérémy Chardy Oliver Marach            | 4:6, 7:65, [10:7]       |
| 2013                      | Nicholas Monroe (1) Simon Stadler      | Carlos Berlocq Albert Ramos Viñolas    | 6:2, 3:6, [10:3]        |
| 2012                      | Robert Lindstedt (3) Horia Tecău (3)   | Alexander Peya Bruno Soares            | 6:3, 7:65               |
| 2011                      | Robert Lindstedt (2) Horia Tecău (2)   | Simon Aspelin Andreas Siljeström       | 6:3, 6:3                |
| 2010                      | Robert Lindstedt (1) Horia Tecău (1)   | Andreas Seppi Simone Vagnozzi          | 6:4, 7:5                |
| 2009                      | Jaroslav Levinský Filip Polášek        | Robert Lindstedt Robin Söderling       | 1:6, 6:3, [10:7]        |
| 2008                      | Jonas Björkman (7) Robin Söderling     | Johan Brunström Jean-Julien Rojer      | 6:2, 6:2                |
| 2007                      | Simon Aspelin (2) Julian Knowle (1)    | Martín Alberto García Sebastián Prieto | 6:2, 6:4                |
| 2006                      | Jonas Björkman (6) Thomas Johansson    | Christopher Kas Oliver Marach          | 6:3, 4:6, [10:4]        |
| 2005                      | Jonas Björkman (5) Joachim Johansson   | José Acasuso Sebastián Prieto          | 6:2, 6:3                |
| 2004                      | Mahesh Bhupathi Jonas Björkman (4)     | Simon Aspelin Todd Perry               | 4:6, 7:62, 7:66         |
| 2003                      | Simon Aspelin (1) Massimo Bertolini    | Lucas Arnold Ker Mariano Hood          | 6:73, 6:0, 6:4          |
| 2002                      | Jonas Björkman (3) Todd Woodbridge     | Paul Hanley Michael Hill               | 7:66, 6:4               |
| 2001                      | Karsten Braasch Jens Knippschild       | Simon Aspelin Andrew Kratzmann         | 7:63, 4:6, 7:65         |
| 2000                      | Nicklas Kulti (2) Mikael Tillström (2) | Andrea Gaudenzi Diego Nargiso          | 4:6, 6:2, 6:3           |
| 1999                      | David Adams Jeff Tarango (2)           | Nicklas Kulti Mikael Tillström         | 7:66, 6:4               |
| 1998                      | Magnus Gustafsson Magnus Larsson       | Lan Bale Piet Norval                   | 6:4, 6:2                |
| 1997                      | Nicklas Kulti (1) Mikael Tillström (1) | Magnus Gustafsson Magnus Larsson       | 6:0, 6:3                |
| 1996                      | David Ekerot Jeff Tarango (1)          | Joshua Eagle Peter Nyborg              | 6:4, 3:6, 6:4           |
| 1995                      | Jan Apell (2) Jonas Björkman (2)       | Jon Ireland Andrew Kratzmann           | 6:3, 6:0                |
| 1994                      | Jan Apell (1) Jonas Björkman (1)       | Nicklas Kulti Mikael Tillström         | 6:2, 6:3                |
| 1993                      | Henrik Holm Anders Järryd (4)          | Brian Devening Tomas Nydahl            | 6:1, 3:6, 6:3           |
| 1992                      | Tomás Carbonell Christian Miniussi     | Christian Bergström Magnus Gustafsson  | 6:4, 7:5                |
| 1991                      | Ronnie Båthman (2) Rikard Bergh (2)    | Magnus Gustafsson Anders Järryd        | 6:4, 6:4                |
| 1990                      | Ronnie Båthman (1) Rikard Bergh (1)    | Jan Gunnarsson Udo Riglewski           | 6:1, 6:4                |
| 1989                      | Per Henricsson Nicklas Utgren          | Josef Čihák Karel Nováček              | 7:5, 6:2                |
| 1988                      | Patrick Baur Udo Riglewski             | Stefan Edberg Niclas Kroon             | 6:7, 6:3, 7:6           |
| 1987                      | Stefan Edberg (2) Anders Järryd (3)    | Emilio Sánchez Vicario Javier Sánchez  | 7:6, 6:3                |
| 1986                      | Sergio Casal Emilio Sánchez Vicario    | Craig Campbell Joey Rive               | 6:4, 6:2                |
| 1985                      | Stefan Edberg (1) Anders Järryd (2)    | Sergio Casal Emilio Sánchez Vicario    | 6:0, 7:62               |
| 1984                      | Jan Gunnarsson Michael Mortensen       | Juan Avendaño Fernando Roese           | 6:0, 6:0                |
| 1983                      | Joakim Nyström Mats Wilander           | Anders Järryd Hans Simonsson           | 1:6, 7:64, 7:64         |
| 1982                      | Anders Järryd (1) Hans Simonsson       | Joakim Nyström Mats Wilander           | 0:6, 6:3, 7:6           |
| 1981                      | Mark Edmondson (3) John Fitzgerald     | Anders Järryd Hans Simonsson           | 2:6, 7:5, 6:0           |
| 1980                      | Heinz Günthardt (2) Markus Günthardt   | John Feaver Peter McNamara             | 6:4, 6:4                |
| 1979                      | Heinz Günthardt (1) Bob Hewitt         | Mark Edmondson John Marks              | 6:2, 6:2                |
| 1978                      | Bob Carmichael Mark Edmondson (2)      | Péter Szőke Balázs Taróczy             | 7:5, 6:4                |
| 1977                      | Mark Edmondson (1) John Marks          | Jean-Louis Haillet François Jauffret   | 6:4, 6:0                |
| 1976                      | Fred McNair Sherwood Stewart           | Wojciech Fibak Juan Gisbert            | 6:3, 6:4                |
| 1975                      | Ove Bengtson Björn Borg                | Juan Gisbert Manuel Orantes            | 7:63, 7:5               |
| 1974                      | Paolo Bertolucci Adriano Panatta       | Ove Bengtson Björn Borg                | 3:6, 6:2, 6:4           |
| 1973                      | Nikola Pilić Stan Smith                | Bob Carmichael Frew McMillan           | 2:6, 6:4, 6:4           |
| 1972                      | Juan Gisbert Manuel Orantes            | Neale Fraser Ilie Năstase              | 6:3, 7:6                |
| 1971                      | Ilie Năstase (2) Ion Țiriac (2)        | Jaime Pinto-Bravo Butch Seewagen       | 7:6, 6:1                |
| 1970                      | Dick Crealy Allan Stone                | Željko Franulović Jan Kodeš            | 6:2, 2:6, 12:12 aufgg.  |
| 1969                      | Ilie Năstase (1) Ion Țiriac (1)        | Manuel Orantes Manuel Santana          | 6:3, 6:4                |
| 1968                      | Arthur Ashe Clark Graebner             | Manuel Orantes Manuel Santana          | 7:5, 6:3                |
| Beginn der Open Era       |                                        |                                        |                         |
| 1966–67: keine Austragung |                                        |                                        |                         |
| 1965                      | Roy Emerson (2) Fred Stolle            | José Luis Arilla Manuel Santana        | 6:3, 6:8, 6:4, 6:2      |
| 1964                      | Boro Jovanović Nikola Pilić            | Jan Leschly Jørgen Ulrich              | durch Losentscheid      |
| 1963                      | Chuck McKinley Dennis Ralston          | Jan-Erik Lundqvist Ulf Schmidt         | 6:4, 6:3, 6:0           |
| 1962                      | Roy Emerson (1) Ramanathan Krishnan    | Rafael Osuna Manuel Santana            | 6:3, 3:6, 6:2, 9:7      |
| 1961                      | Luis Ayala Neale Fraser                | Torsten Johansson Christian Kuhnke     |                         |
| 1960                      | Jan-Erik Lundqvist Ulf Schmidt         | Chuck McKinley Hugh Stewart            | 7:5, 9:7, 2:6, 6:1      |
| 1959                      | keine Austragung                       | keine Austragung                       | keine Austragung        |
| 1958                      | Ashley Cooper Mervyn Rose (2)          | Francisco Contreras Mario Llamas       |                         |
| 1953–57: keine Austragung |                                        |                                        |                         |
| 1952                      | Budge Patty Mervyn Rose (1)            | Sven Davidson Torsten Johansson        | 7:5, 6:2, 9:7           |
| 1951                      | Lennart Bergelin (2) Sven Davidson     | Felicisimo Ampon Cesar Carmona         |                         |
| 1950                      | Jaroslav Drobný Eric Sturgess (2)      | Lennart Bergelin Sven Davidson         | 6:2, 6:2, 6:2           |
| 1949                      | Eustace Fannin Eric Sturgess (1)       | Torsten Johansson George Worthington   | 2:6, 6:4, 3:6, 6:1, 6:4 |
| 1948                      | Lennart Bergelin (1) Torsten Johansson | Jack Harper Eric Sturgess              | 7:5, 3:6, 6:4, 6:3      |